# 总统俱乐部
总统俱乐部（英語：The Presidents Club），是基於美国卸任总统们通常会与现任总统进行互动而被提出的一个虛構团体。卸任总统通常会保有安全许可而有权收到总统每日简报。

## 相關書籍
在2012年出版的《总统俱乐部》一書中，作者南西·吉布斯和麥克·杜菲表示此概念起源于1953年艾森豪威尔总统的就职仪式上，当时的前总统赫伯特·胡佛与哈利·S·杜鲁门握手言和并结成同盟，此后卸任总统通常会形成一个团体，协助现任总统更好地治理国家并相互交流，并被视为影子总统。